# G.E.M.
Gloria Tang Sze-wing  (Shanghái, China, 16 de agosto de 1991), conocida artísticamente como G.E.M.  o Tang Tsz-kei , es una cantante, compositora y productora musical china. Nacida en Shanghái y criada en Hong Kong, G.E.M. es conocida por sus interpretaciones vocales, su composición autobiográfica y su versatilidad musical. Es reconocida como una figura destacada de la música popular china y una de las artistas más reconocidas de la región de la Gran China.
G.E.M. debutó en 2008 bajo el sello Hummingbird Music con el lanzamiento de su primer EP en cantonés titulado G.E.M., el cual le valió el premio de oro a la mejor artista nueva en tres de las ceremonias de premios más importantes de Hong Kong. Su primer álbum de estudio, 18... (2009), fue grabado tanto en mandarín como en cantonés y fue nombrado uno de los diez discos más vendidos en la región ese año. Más adelante, su álbum Xposed (2012) fue el álbum en mandarín más vendido del año y la convirtió en la nominada más joven a Mejor Cantante Femenina en Mandarín en la historia de los Golden Melody Awards. En 2014, su participación en el concurso de canto chino I Am a Singer 2 la catapultó a la fama en la Gran China.
Posteriormente, G.E.M. lanzó su primer álbum de estudio en mandarín, Heartbeat (2015), que incluyó los sencillos «Long Distance», «Goodbye» y «Away». Al año siguiente, lanzó la canción «Light Years Away» como tema en chino para la película Passengers de 2016, que hasta julio de 2025 sigue siendo el video musical más visto por un artista chino en YouTube con más de 290 millones de visualizaciones. En marzo de 2019, G.E.M. dejó Hummingbird después de 11 años debido a una disputa contractual muy mediática y fundó su propia empresa, G-Nation. Continuó cosechando éxitos con los álbumes City Zoo (2019) y Revelation (2022), ambos alcanzando el número uno en las listas de discos de Hong Kong. Su gira mundial I Am Gloria (2023–2025) recaudó más de 424 millones de dólares en 86 shows, colocándose entre las cinco giras más exitosas de la historia por artistas femeninas.
A lo largo de su carrera, G.E.M. ha recibido numerosos premios, incluyendo dieciséis IFPI Hong Kong Sales Awards, doce RTHK Top 10 Gold Songs Awards, trece Metro Radio Mandarin Music Awards, un Golden Melody Award y un MTV Europe Music Award. En 2016, se convirtió en la única artista asiática incluida en la lista Forbes 30 Under 30, y en 2018 fue reconocida en el puesto 34 de la lista 100 Women de la BBC, que destaca a las mujeres más influyentes del mundo.

## Biografía
G.E.M. nació el 16 de agosto de 1991 a 5:23 AM en Shanghái y se mudó a Hong Kong a la edad de cuatro años. Fue criada en una familia de músicos: su madre se graduó del Conservatorio de Música de Shanghái, su abuela enseñó música, su tío toca el violín y su abuelo tocó el saxofón en una orquesta. Comenzó a dedicarse a la música con cinco años de edad, y apareció en la Televisión Educativa en idioma Mandarín teniendo siete años. G.E.M. empezó a escribir canciones a la edad de 10, entrando en muchas competiciones de canto y ganando concursos inter-escolares. Con 13 años, alcanzó el octavo grado en piano.
En 2006, Tang entró a la competencia "Spice it Up", ganando el primer lugar. Llamó la atención de su actual mánager, Tang Chang, quien le ofreció un contrato con Hummingbird Music, convirtiéndola en una cantante profesional a los 16 años.
Continuó con su educación en la Academia de Artes Escénicas de Hong Kong, en acústica como estudiante a tiempo parcial. Sin embargo, su apretada agenda le hizo incapaz de asistir a clases con frecuencia, y decidió abandonar el curso durante el primer semestre de 2009.
Tang tuvo un gran éxito en su año de debut, 2008, al ganar diez grandes premios. Lanzó su primer EP con la premiada canción "Where Did You Go". En mayo de 2009, fue a Los Ángeles para grabar su primer álbum de estudio, "18...". En diciembre del mismo año, fue a Toronto y a Richmond Hill en Canadá para su primer mini concierto en ese país.

## Filmografía
| Año  | Título                  | Personaje     | Otras notas     |
| ---- | ----------------------- | ------------- | --------------- |
| 2009 | Love Connected 保持愛你 | Ah Yee (阿儀) | Guest           |
| 2009 | Trick or Cheat 愛出猫   | Herself       | Leading Actress |
| 2011 | I Love Hong Kong        |               | Student         |

## Discografía
| 2008 | G.E.M. 15 de octubre de 2008 Genre: Mandopop, Cantopop, R&B, Rock ballad                 | 1. “等一個他” 2. "Where Did U Go" 3. “回憶的沙漏” 4. “愛現在的我” 5. “睡公主” | Debut EP |   |      |                                                                              | |  |
| 2009 | G.E.M. (2nd Edition) 23 de enero de 2009 Genre: Mandopop, Cantopop, R&B                  | 1. “等一個他” 2. "Where Did U Go" 3. “回憶的沙漏” 4. “愛現在的我” 5. “睡公主” | First 1,000 copies included a G.E.M picture CD containing the game Drift City. All comes with download code for three music videos (offer now expired) |   |      |                                                                              | |  |
| 2009 | G.E.M. (3rd Edition) 22 de abril de 2009 Genre: Mandopop, Cantopop, R&B                  | 1. “等一個他” 2. "Where Did U Go" 3. “回憶的沙漏” 4. “愛現在的我” 5. “睡公主” | Comes with download code for three music videos & "Where Did U Go Version 2.0 Remix" (offer now expired) |   |      |                                                                              | |  |
| 2009 | 18... 27 de octubre de 2009 Genre: Mandopop, Cantopop, Soul, R&B                         | 1. "All About U" 2. "Game Over" 3. “想講你知” 4. "A.I.N.Y." (“愛你”) 5. Mascara (“煙燻妝”) 6. “我不懂愛” 7. “塞納河” 8. “意式戀愛” 9. "G.E.M. (Get Everybody Moving)" 10. 18 11. "Where Did You Go 2.0 (Sam Vahdat Remix)" 12. "Mascara (Glossy Version)"                | Debut Studio Album |   |      |                                                                              | |  |
| 2009 | 18 Plus 27 de octubre de 2009 Genre: Mandopop, Cantopop, Soul                            | 1. "All About U" 2. "Game Over" 3. “想講你知” 4. "A.I.N.Y." (“愛你”) 5. Mascara (“煙燻妝”) 6. “我不懂愛” 7. “塞納河” 8. “意式戀愛” 9. "G.E.M. (Get Everybody Moving)" 10. 18 11. "Where Did You Go 2.0 (Sam Vahdat Remix)" 12. "Mascara (Glossy Version)"                | The Limited Commemorative Edition 18 Plus comes with: - the album 18... - G.E.M. Photo book 18 Pix - Exclusive stickers - G.E.M. Key Holder - 18 flip book - Making of 18...DVD (includes making of 18 & "All About U" music video                             |   |      |                                                                              | |  |
| 2009 | 18 USB 24 de noviembre de 2009 Genre: Mandopop, Cantopop, Soul                           | 1. "All About U" 2. "Game Over" 3. “想講你知” 4. "A.I.N.Y." (“愛你”) 5. Mascara (“煙燻妝”) 6. “我不懂愛” 7. “塞納河” 8. “意式戀愛” 9. "G.E.M. (Get Everybody Moving)" 10. 18 11. "Where Did You Go 2.0 (Sam Vahdat Remix)" 12. "Mascara (Glossy Version)"                | Wooden USB (4GB) with - all tracks in MP3 Format - Making of 18... - Wallpapers - Gallery - Icon -Digital flipbook Music Videos: - "All About U" - "Game Over" - “想講你知”                                                                                    |   |      |                                                                              | |  |
| 2010 | 18 (3rd Edition) 11 de febrero de 2010 Genre: Mandopop, Cantopop, Soul, R&B              | 13. “食煙飲酒講粗口” | Contains bonus DVD: - Making of 18... Music Videos: - "All About You" - "Game Over" - “想講你知” |   |      |                                                                              | |  |
| 2010 | 18...(Taiwanese/Chinese Edition) 14 de mayo de 2010 Genre: Mandopop, Cantopop, Soul, R&B | 1.“寫不完的溫柔” 2. "A.I.N.Y." (“愛你”) 3. “我不懂愛” 4. "Mascara" (“煙燻妝”) 5.“愛現在的我” 6. “塞納河” 7.“回憶的沙漏” 9. "G.E.M. (Get Everybody Moving)" 10. “想講你知” 11. "Game Over" 12. "18"                                                                       | All versions contain five postcards of G.E.M. & bonus DVD: Music Videos: -“寫不完的溫柔” - "All About You" - "Game Over" - “想講你知” -“MV拍攝花絮” -“錄音花絮” -“寫真拍攝花絮” -“G.E.M.的心底話” Deluxe version comes with the same bonus contents as 18 Plus |   |      |                                                                              | |  |
| 2010 | My Secret 29 de octubre de 2010                                                          | 1. "One Button" 2. "Good to be Bad" 3. "Get Over You" 4. “美好的舊時光 In My Heart” 5. “寂寞星球的玫瑰 The Rose” 6. "The Voice Within" (not the same as the version by Christina Aguilera) 7. “我的秘密 My Secret” 8. “末日” "The End" 9. "Twinkle II" 10. "Say it Loud" | |   |      |                                                                              | |  |
| 2010 | My Secret Limited Edition 1 de noviembre de 2010                                         | 1. "One Button" 2. "Good to be Bad" 3. "Get Over You" 4. “美好的舊時光 In My Heart” 5. “寂寞星球的玫瑰 The Rose” 6. "The Voice Within" (not the same as the version by Christina Aguilera) 7. “我的秘密 My Secret” 8. “末日” "The End" 9. "Twinkle II" 10. "Say it Loud" | Comes with: - Diary photo book - "The Voice Within" Webcam-V Kit - Secret bonus DVD (featuring latest music video and making of the album documentary) - G.E.M. wallet                                                                                         | - | 2015 | Heartbeat 6 de noviembre de 2015 Genre: Mandopop, Cantopop, R&B, Rock ballad | 1. "多遠都要在一起" 2. "再見" 3. “新的心跳” 4. “來自天堂的魔鬼” 5. “盲點” 6. "單行的軌道" 7. "一路逆風" 8. "於是" 9. "瞬間" 10. "查克靠近" |  |

## Música pop chart
| Año  | Sencillo                           | Posiciones                        | Posiciones                      | Posiciones                                 | Posiciones               | Posiciones       | Posiciones                 |
| Año  | Sencillo                           | RTHK Chinese Pop (中文歌曲龍虎榜) | CRHK Ultimate 903 (903專業推介) | Metro Radio Pop Chart 997 (新城勁爆本地榜) | JSG Billboard (勁歌金榜) | MOOV/KKBOX Chart | KKBOX TW (台灣KKBOX華語榜) |
| ---- | ---------------------------------- | --------------------------------- | ------------------------------- | ------------------------------------------ | ------------------------ | ---------------- | -------------------------- |
| 2008 | “等一個他”                         | 3                                 | 2                               | -                                          | -                        | 38               | -                          |
| 2008 | "Where Did You Go"                 | 1                                 | 2                               | 4                                          | 2                        | 5                | -                          |
| 2008 | “睡公主”                           | 4                                 | -                               | -                                          | 1                        | 7                | -                          |
| 2009 | “回憶的沙漏”                       | -                                 | 20                              | -                                          | -                        | 23               | -                          |
| 2009 | "All About U"                      | 1                                 | 3                               | 2                                          | 6                        | 1 (2 wks)        | -                          |
| 2009 | "Game Over"                        | 1                                 | 2                               | 1                                          | 2                        | 2                | -                          |
| 2009 | “食煙飲酒講粗口” (林海峰 & G.E.M.) | -                                 | 13                              | -                                          | -                        | 5                | -                          |
| 2009 | "A.I.N.Y" (“愛你”)                 | 1                                 | -                               | -                                          | -                        | 1 (11 wks)       | 42                         |
| 2010 | “想講你知”                         | 11                                | 5                               | 3                                          | -                        | 9                | -                          |
| 2010 | “寫不完的溫柔”                     | -                                 | -                               | -                                          | -                        | 36               | 29                         |
| 2010 | “合唱歌” (側田 & G.E.M.)           | 1                                 | 10                              | 3                                          | -                        | 3                | -                          |
| 2010 | "Good to Be Bad"                   | 3                                 | 8                               | 1                                          | 3                        | 4                | -                          |
| 2010 | "Get Over You"                     | 3                                 | 1                               | 4                                          | 2                        | 2 (5 wks)        | -                          |
| 2010 | "Twinkle II"                       | 2                                 | -                               | 2                                          | -                        | 67               | -                          |
| 2010 | "亞莉亞蒂之歌"                     | -                                 | -                               | 11                                         | -                        | 4                | -                          |
| 2011 | "我的秘密"                         | 5                                 | -                               | -                                          | -                        | 5                | -                          |
| 2011 | "The Voice Within"                 | 15                                | -                               | 1                                          | -                        | 15               | -                          |
| 2011 | "寂寞星球的玫瑰"                   | -                                 | -                               | -                                          | -                        | 32               | -                          |

Álbum Salas Chart

| Año  | Álbum       | HKRM (香港唱片商會) |
| ---- | ----------- | ------------------- |
| 2008 | G.E.M. (EP) | 1                   |
| 2009 | 18...       | 1                   |
| 2010 | My Secret   | 1                   |

### Premios chart
| Año  | MRHMA | USCA | RTHK | JSG |
| ---- | ----- | ---- | ---- | --- |
| 2008 | 1     | 1    | 1    | 1   |
| 2009 | 4     | 0    | 2    | 4   |
| 2010 | 4     | 0    | 3    | 1   |

## Productos endorsimientos
| Año  | Producto                                 |
| ---- | ---------------------------------------- |
| 2008 | Drift City (極速快車手)                  |
| 2009 | IDA                                      |
| 2009 | Pocari Sweat (寶礦力水特)                |
| 2009 | King's Glory Education Centre (英皇教育) |
| 2009 | 必理痛經痛配方                           |
| 2009 | Citicall (蘇寧鐳射)                      |
| 2009 | Faddy                                    |
| 2009 | Skechers                                 |
| 2010 | White Rabbit Acne Cream (白兔牌暗瘡膏)   |
| 2010 | Maybelline HK (美寶蓮)                   |